# Rhoogeton
Rhoogeton es un género con cuatro especies de plantas herbáceas perteneciente a la familia Gesneriaceae. Es originario de América.

## Descripción
Son hierbas de hábito terrestre, sin tallo, con un tubérculo pequeño de raíces fibrosas. Las hojas una o unas pocas, son pecioladas, la lámina redondeada a oblongo- ovada, penninervada. La inflorescencia en cimas pedunculadas, con varias flores. Sépalos libres en la base. Corola tubular con forma de trompeta, oblicua en el cáliz, tubo con un saco dorsal o espolón romo en la base. El fruto es  una cápsula bivalva, dehiscente. El número de cromosomas : 2n = 18.

## Distribución y hábitat
Se distribuyen por  Guyana a lo largo de los arroyos.

## Etimología
El nombre del género deriva de las palabras griegas  ροος,  rhoos = flujo , y γειτων , geitōn = vecino, ya que las plantas suelen crecer a lo largo de los arroyos.

## Especies
- Rhoogeton cyclophyllus
- Rhoogeton leeuwenbergianus
- Rhoogeton panamensis
- Rhoogeton viviparus